# Palm m500
La sèrie Palm m500 d'assistents digitals personals portàtils constava de tres dispositius: el Palm m500, el Palm m505 i el Palm m515. La sèrie va ser un seguiment de la popular sèrie Palm V amb una petjada i un factor de forma similars, encara que una mica més curts.
Igual que el Palm V, la sèrie tenia la caixa metàl·lica (tot i que la m500 tenia una tapa posterior de plàstic) i una pantalla de resolució de 160x160. Les característiques distintives comunes a totes les sèries són una ranura d'expansió SD/MMC, un processador més ràpid, una nova interfície de sincronització USB més ràpida, una nova funcionalitat dels programes i aplicacions, noves alarmes vibrants, un nou llum indicador i una fixació mecànica. Els models posteriors van introduir una versió millorada amb pantalla de color i més memòria.

## Sèrie Palm m500

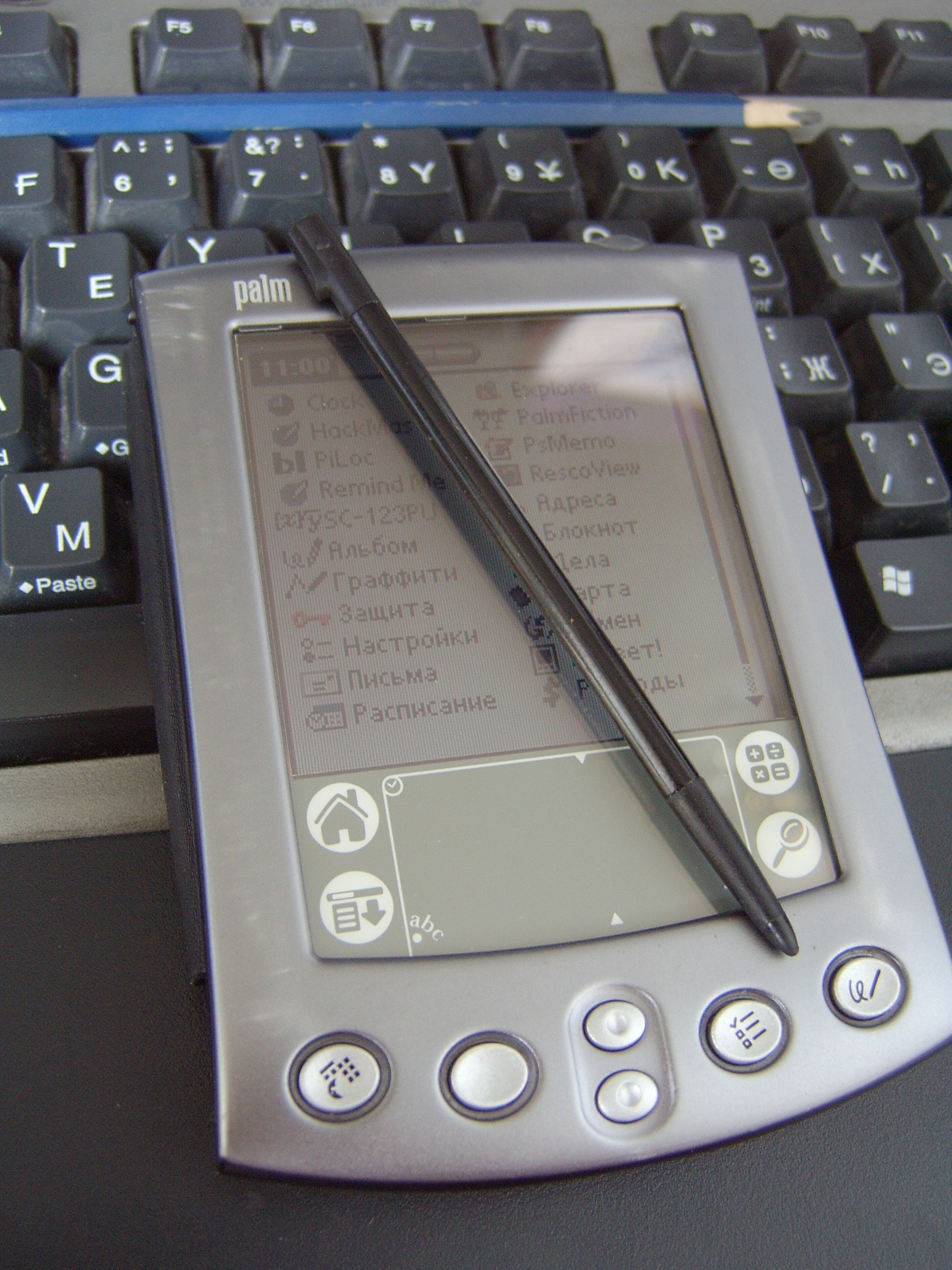
Palm m505

La sèrie Palm m500 de Palm Pilot PDA es va llançar el 6 de març de 2001. A partir d'una enquesta realitzada per Palm Computing (antigament una divisió de 3Com), es va determinar que el Palm V tenia l'"aspecte definitiu" de la PDA ideal.

### Trets comuns
Tots els models Palm m500 es basaven en el factor de forma Palm V. Tenien el mateix estoig prim amb una lleugera curvatura a les vores esquerra i dreta. El botó d'encesa es va il·luminar de color verd quan es trobava a la seva base d'acoblament o quan hi havia un missatge important disponible. L'entrada incloïa quatre botons programables, dos botons de desplaçament i una pantalla tàctil de 2-1/4 "x 3" (inclosa l'àrea d'entrada de 2-1/4" x 3/4"). Com amb la majoria dels altres dispositius Palm, les dades s'introduïen amb un llapis llapis mitjançant un mètode Graffiti.
Cadascun dels models de la sèrie m500 presentava una ranura d'expansió Secure Digital (SD) o Multi Media Card (MMC). La ranura SD/MMC permetia actualitzacions de memòria addicionals per als dispositius, així com una plataforma ampliable per a dispositius addicionals. La sèrie m500 també va ser el primer dels dispositius de Palm a incorporar el nou connector universal, que només va ser "universal" fins al Palm T3 després del qual va ser abandonat. Permetia dispositius addicionals i bressols HotSync comuns.

### Palm m500
La m500 era el model d'entrada de la sèrie m500. Amb 8 MB de memòria integrada, comptava amb una pantalla monocroma i totes les característiques comunes als dispositius de la sèrie m500. Va ser llançat el 6 de març de 2001, com a part del llançament original de la sèrie

#### Detalls
Sistema operatiu: Palm OS versió 4.0 (actualització a 4.1)
Processador: 33 MHz Motorola Dragonball VZ
Memòria: 8 MB-- Pantalla: pantalla en blanc i negre de 160 x 160 píxels, 4 bits (16 tons de gris)-- Mida: 4,49 x 3,02 x 0,46 polzades (11,41 x 7,67 x 1,17 polzades cm)-- Pes: 4.162 oz (118.0 g)-- Bateria : polímer de liti intern recarregable; Temps de recàrrega de 2 h quan estigui buit-- Adaptador de CA : Entrada: 120 V 60 Hz 10 W, sortida: 5,0 VDC 1,0 A-- Port IrDA-- Ranura d'expansió compatible amb targetes SD i MMC

### Palm m505
L'm505 era, en el moment del llançament de la sèrie, el model de primera línia de tots els dispositius Palm. També tenia 8 MB de memòria a bord. A més de les funcions estàndard de la sèrie m500, també comptava amb una pantalla frontal en color de 16 bits. Va ser llançat el 6 de març de 2001, com a part del llançament original de la sèrie.

#### Detalls
Sistema operatiu : Palm OS versió 4.0 (actualització a 4.1)-- Processador : 33 MHz Motorola Dragonball VZ-- Memòria : 8 MB (4 MB Flash + 8 MB RAM)-- Pantalla : pantalla en color de 160 x 160 píxels (+ de 65.000 colors)-- Mida : 4,48 x 3,03 x 0,50 polzades (11,38 x 7,70 x 1,27 polzades) cm)-- Pes : 4.8 oz (140 g)-- Bateria : polímer de liti intern recarregable; Temps de recàrrega de 2 h quan estigui buit-- Adaptador de CA : Entrada: 120 VCA 60 Hz 11 W, sortida: 5,0 VDC 1,0 A-- Port IrDA-- Ranura d'expansió compatible amb targetes SD i MMC.

### Palm m515
El 4 de març de 2002, Palm va llançar l'm515. A partir de les revisions dels consumidors i les enquestes dutes a terme per l'empresa, l'm515 es va desenvolupar com una versió millorada i un reemplaçament de l'm505. Les millores notables inclouen 16 MB de memòria integrada i un sistema de retroil·luminació millorat. Hi va haver moltes crítiques sobre l'm505 que, fins i tot amb la llum de fons activada, era tènue i difícil de llegir en alguns entorns. L'm515 va afegir una configuració addicional que permetia posar la llum de fons "alta", que era considerablement més brillant que el seu predecessor.

#### Detalls
Sistema operatiu : Palm OS versió 4.1-- Processador : 33 MHz Motorola Dragonball VZ-- Memòria : 16 MB RAM + 4 MB Flash-- Pantalla : pantalla en color de 160 x 160 píxels (+ de 65.000 colors)-- Mida : 4,48 x 3,03 x 0,50 polzades (11,38 x 7,70 x 1,27 polzades) cm)-- Pes : 4.8 oz (140 g)-- Bateria : polímer de liti interna recarregable-- Adaptador de CA : Entrada: 120 VCA 60 Hz 11 W, sortida: 5,0 VDC 1,0 A-- Port IrDA-- Ranura d'expansió compatible amb targetes SD i MMC.